# Partei der Kommunisten Kirgisistans
Die Partei der Kommunisten Kirgisistans (kirgisisch Кыргызстан Коммунисттеринин Партиясы, russisch Партия Коммунистов Киргизстана, Abkürzung ПКК) ist eine kommunistisch ausgerichtete politische Partei in der Republik Kirgisistan.
2010 nahm Bumajram Mamasejitowa als Nachfolgerin von Is’chak Masalijew den Posten der Partei-Vorsitzenden ein. 2016 wurde Is’chak Masalijew erneut zum Vorsitzenden gewählt. Die Partei der Kommunisten veröffentlicht die Prawda Kyrgyzstana.

## Geschichte
Die Partei der Kommunisten Kirgisistans ist die direkte Nachfolgepartei der Kommunistischen Partei Kirgisiens als Ableger der sowjetischen KPdSU innerhalb der Kirgisischen SSR. Sie wurde am 22. Juni 1992 in die Partei der Kommunisten Kirgisistans umbenannt. Bei der Parlamentswahl in Kirgisistan 1995 errang die Partei drei Sitze im kirgisischen Parlament.  Am 21. August 1999 spaltete sich von der Partei die Kommunistische Partei Kirgisistans ab.
Es war die größte Partei in der gesetzgebenden Versammlung von Kirgistan, dem Dschogorku Kengesch, zwischen 2001 und 2005 – mit 15 der 60 Sitzen. Seit 2005 hatte sie nur noch einen von 75 Sitzen. Dieser wurde von Absamat Masalijew, einem ehemaligen Führer der Republik in der sowjetischen Ära, bis zu seinem Tod im Jahre 2004 eingenommen. Zu den Parlamentswahlen 2015 trat die Partei nicht an.